# Nymphopsis abstrusus
Nymphopsis abstrusus là một loài nhện biển trong họ Ammotheidae. Loài này thuộc chi Nymphopsis. Nymphopsis abstrusus được miêu tả khoa học năm 1922 bởi Loman.